# Piazze e campi di Venezia

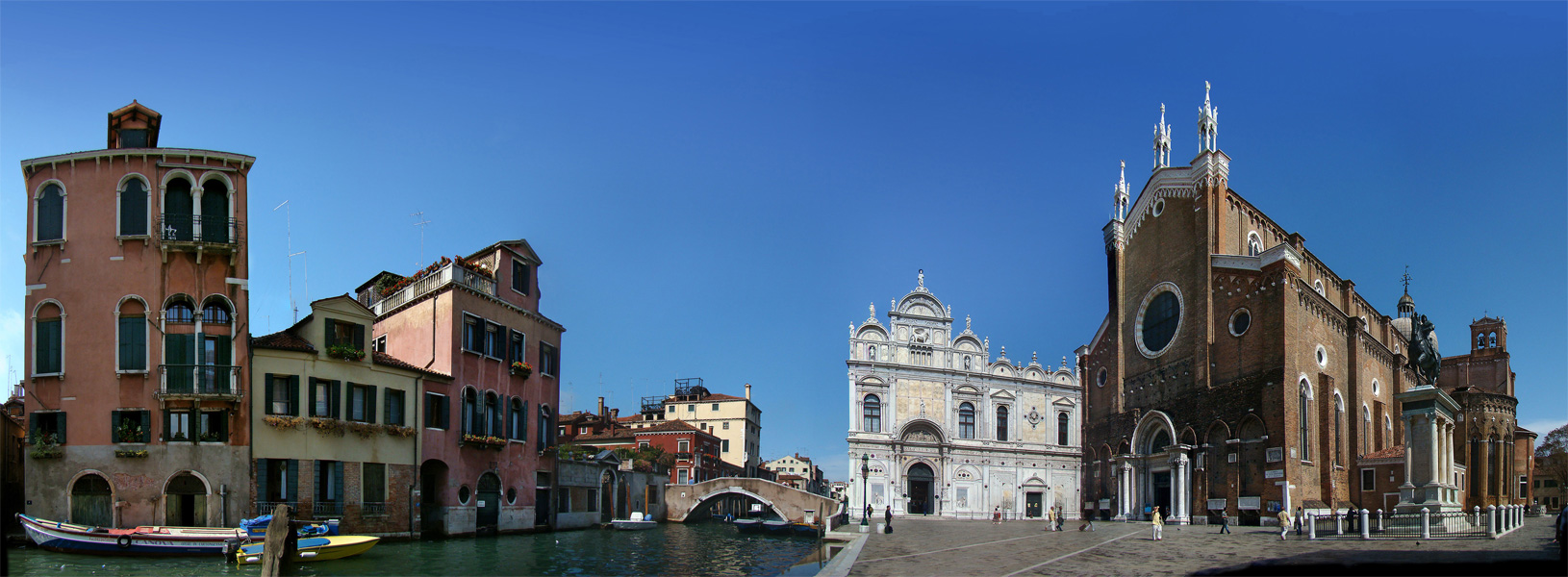
Campo Santi Giovanni e Paolo

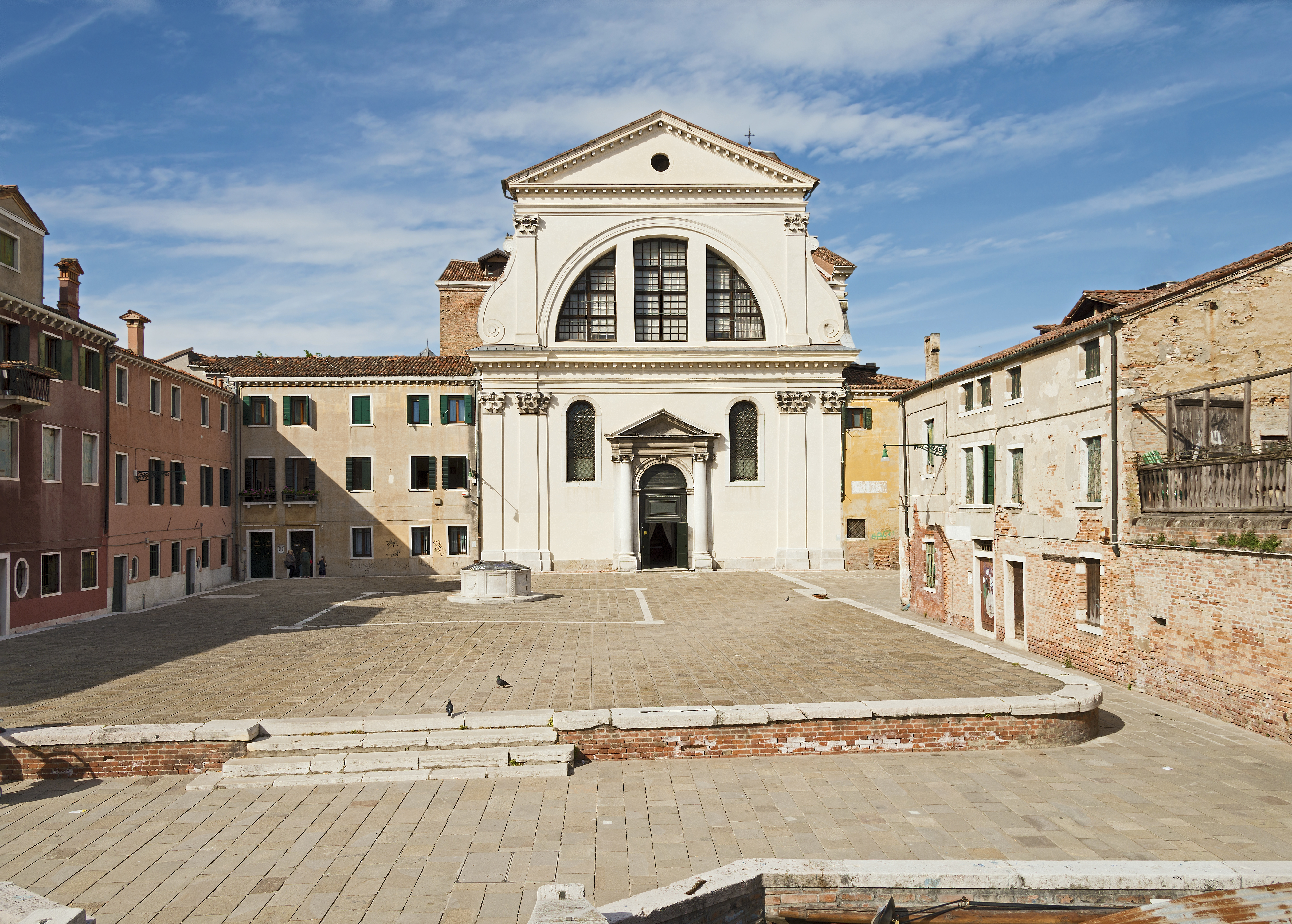
Campo San Trovaso

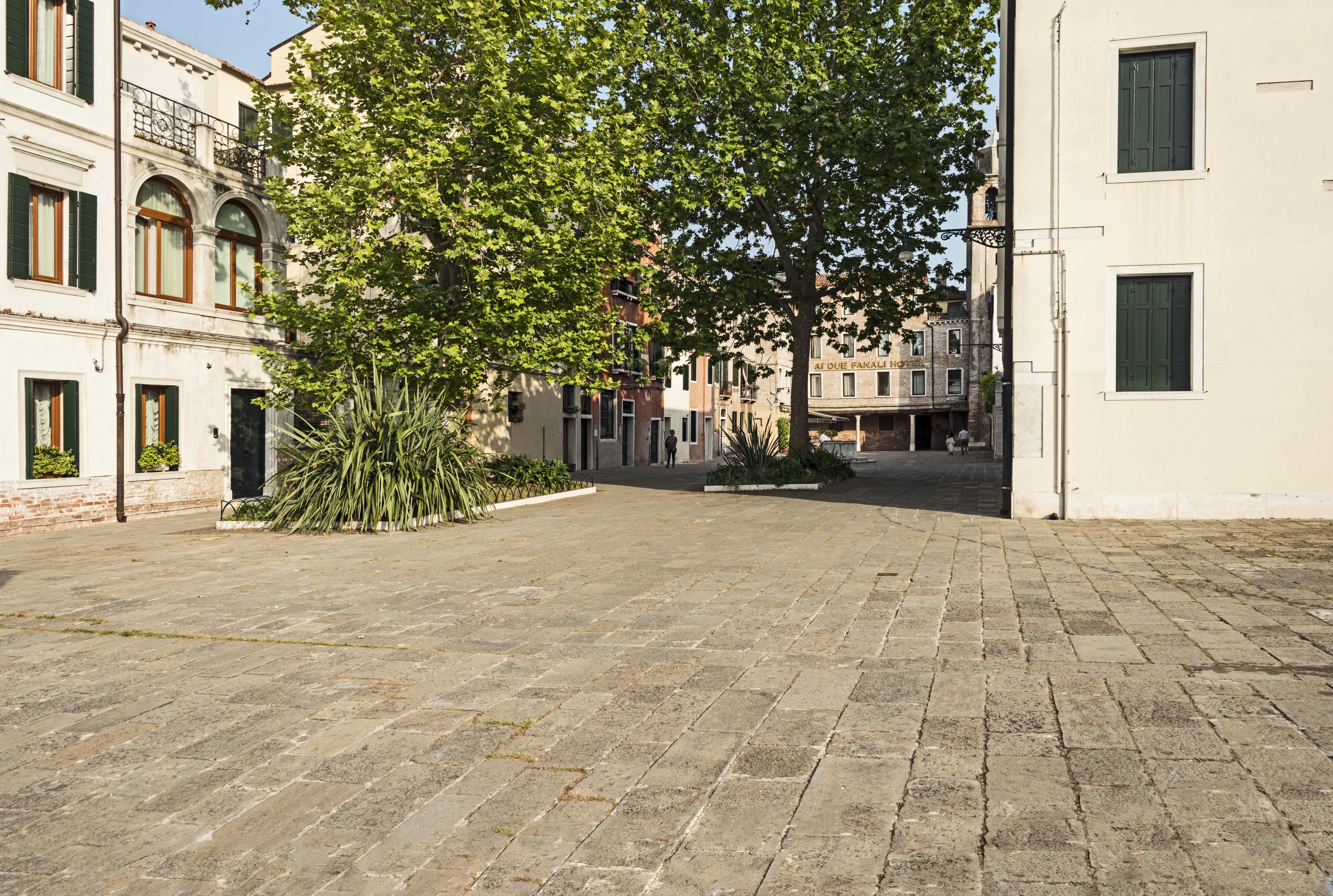
Campo San Simeon Grande

Qui di seguito la lista delle piazze e campi di Venezia:
- Piazza San Marco
- Piazzale Roma
- Campo Sant'Agnese
- Campo Sant'Angelo
- Campo dell'Angelo Raffaele
- Campo Santi Apostoli
- Campo San Barnaba
- Campo San Basegio
- Campo San Bortolo
- Campo dei Carmini
- Campo Santi Filippo e Giacomo
- Campo dei Frari
- Campo de le gate
- Campo di Ghetto Nuovo
- Campo San Geremia
- Campo dei Gesuiti
- Campo San Giacomo da l'Orio
- Campo San Giobbe
- Campo Santi Giovanni e Paolo
- Campo San Cosmo
- Campo San Lio
- Campo San Luca
- Campo della Madonna dell'Orto
- Campo Manin
- Campo Santa Margherita
- Campo Santa Maria Formosa
- Campo San Maurizio
- Campo San Moisè
- Campo San Pietro
- Campo San Polo
- Campo San Provolo
- Campo San Rocco
- Campo della Salute
- Campo San Salvador
- Campo San Samuele
- Campo San Sebastian
- Campo San Silvestro
- Campo San Simeon Grando
- Campo San Stae
- Campo Santo Stefano
- Campo San Stin
- Campo dei Tolentini
- Campo San Tomà
- Campo San Trovaso
- Campo San Vio
- Campo San Zaccaria
- Campo dei Sechi
- Campielli